# 三雲駅

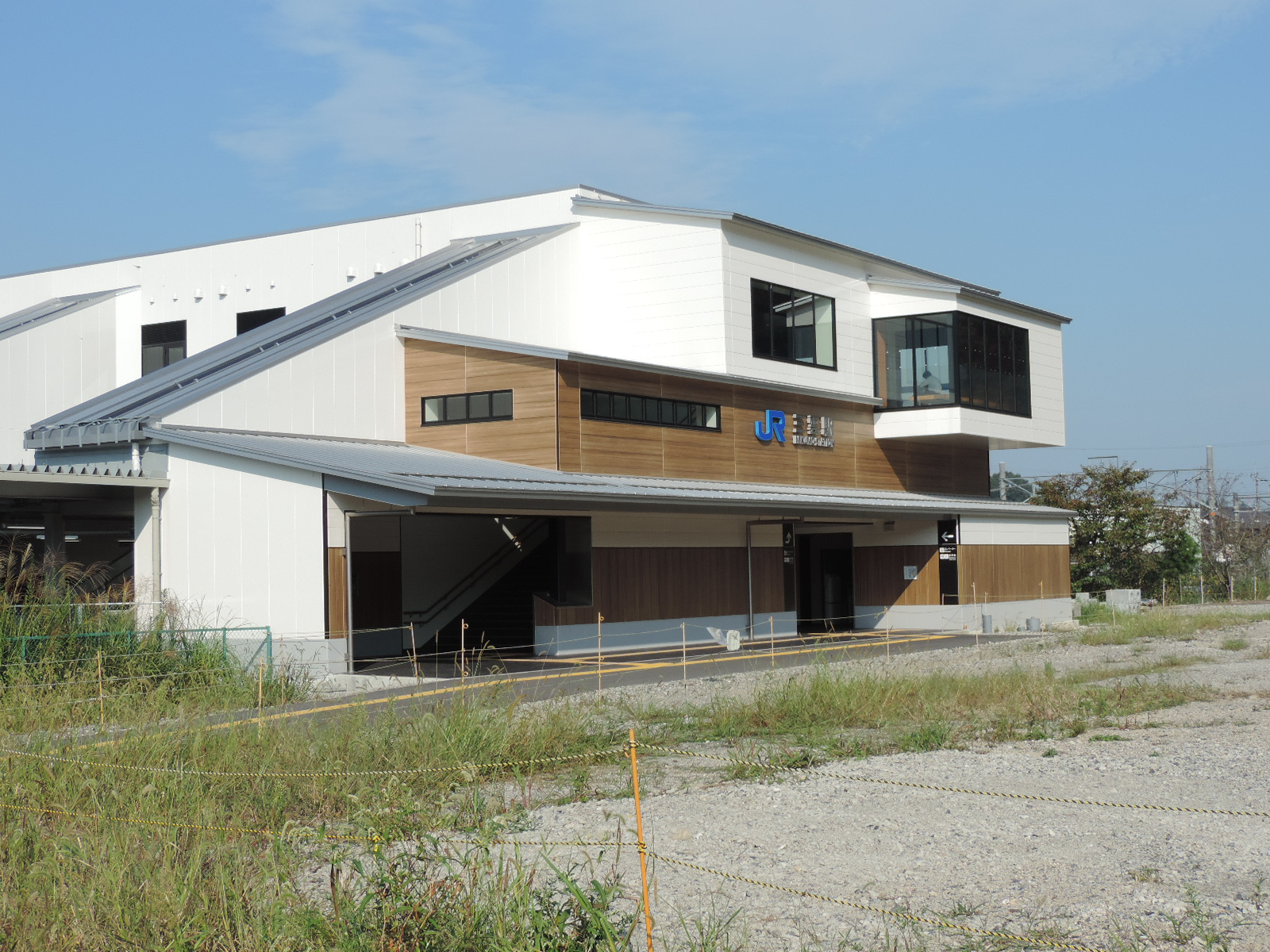
南口駅舎（2017年10月、ロータリー整備前）

三雲駅（みくもえき）は、滋賀県湖南市三雲荒川にある、西日本旅客鉄道（JR西日本）草津線の駅である。

## 歴史
- 1889年（明治22年）12月15日：関西鉄道の創業路線である三雲駅 - 草津駅間開業により、その終着駅として設置[2]。
- 1890年（明治23年）2月19日：関西鉄道が柘植駅まで延伸し、途中駅となる。
- 1907年（明治40年）10月1日：関西鉄道国有化により、帝国鉄道庁の駅となる[2]。
- 1909年（明治42年）10月12日：線路名称制定。草津線の所属となる。
- 1935年（昭和10年）：駅舎改築[1]。
- 1984年（昭和59年）2月1日：貨物および荷物の取扱廃止[2]。
- 1987年（昭和62年）4月1日：国鉄分割民営化により、西日本旅客鉄道の駅となる[2]。
- 1999年（平成10年）1月20日：自動改札機を設置し、供用開始[3]。
- 2003年（平成15年）11月1日：ICカード「ICOCA」の利用が可能となる。
- 2017年（平成29年）4月8日：橋上駅舎および南北自由通路の供用を開始[4]。
- 2019年（令和元年）12月15日：南口駅前広場および北口駅前広場の供用を開始[5]。
- 2022年（令和4年）
  - 7月27日：みどりの窓口の営業を終了[6]。
  - 8月18日：信号トラブルが発生し、8時30分過ぎから約6時間30分にわたって、草津線の全線で運転を見合わせた[注釈 1][7]。

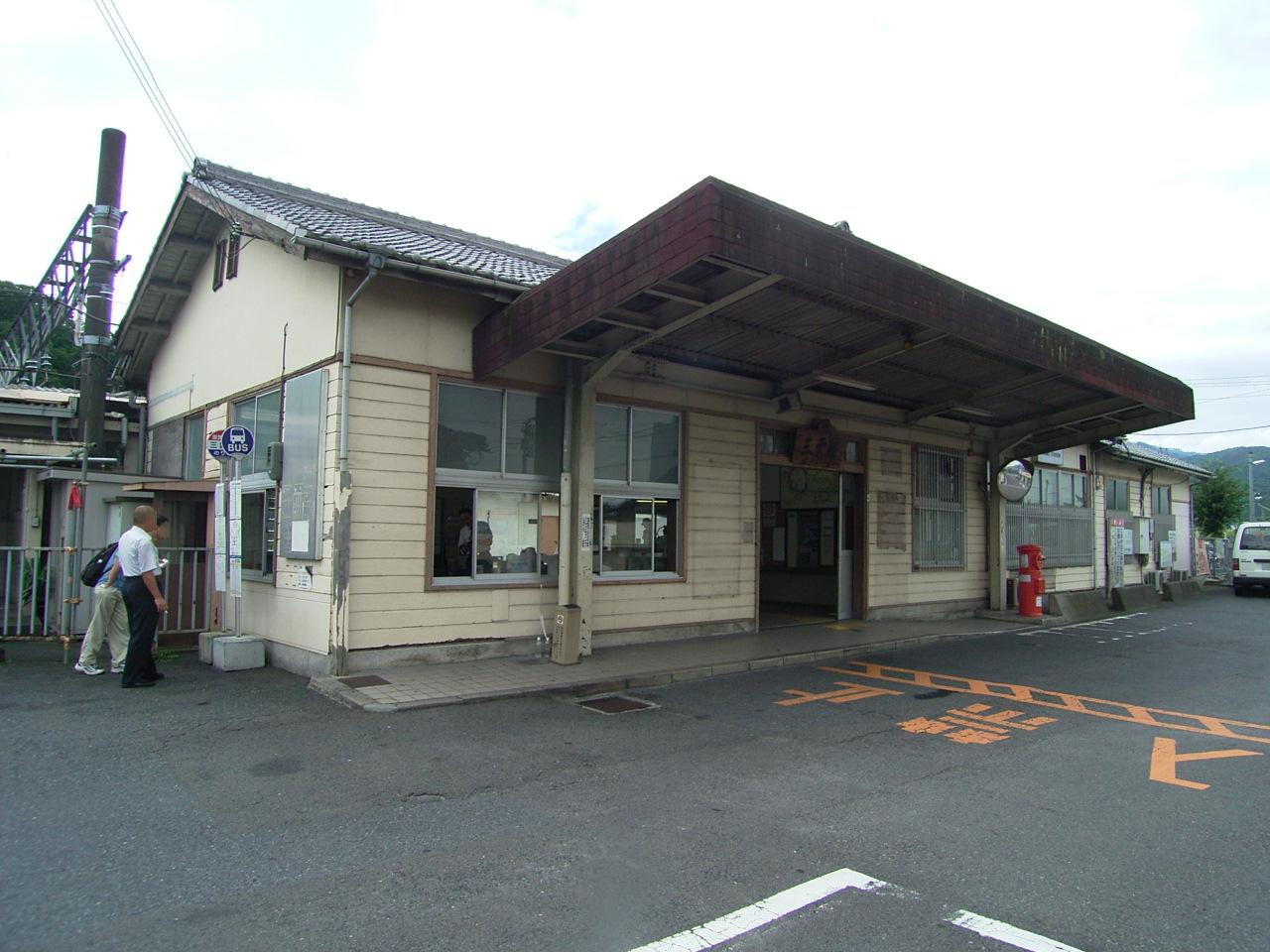
旧駅舎（2006年9月）

## 駅構造
相対式ホーム2面2線を持つ地上駅で、交換可能駅である。現在の駅舎は3代目で、2017年（平成29年）築である。両乗り場ともに8両編成まで停車が可能であるが、橋上駅舎化と同時に行われたホームの嵩上げは一部のみとなっており、ホームの中間部がスロープ状になっている。
草津駅が管理し、JR西日本交通サービスが駅業務を受託する業務委託駅である。ICOCA利用可能駅（相互利用可能ICカードはICOCAの項を参照）。
自動改札機は簡易式のものを3台、自動券売機は定期券購入可能なタッチパネル券売機1台を備えており、トイレは改札外のみ設置されている。

### のりば
| のりば | 路線   | 方向 | 行先             |
| ------ | ------ | ---- | ---------------- |
| 1      | 草津線 | 上り | 貴生川・柘植方面 |
| 2      | 草津線 | 下り | 草津・京都方面   |

付記事項
- 長らくのりば番号の設定がなかったが、2009年頃にのりば番号標が設置された。
- 2番のりばの南側に引込み線があり、保線車両が使用する。
- 駅前広場は大変狭く、朝夕は送迎の自家用車やコミュニティバス（湖南市および隣接する甲賀市が運行）で大変混雑していたが、駅南側に仮ロータリーが整備されたのに伴い、2016年3月からは一般車進入禁止となり、さらに橋上駅舎化と同時にバス乗り場も北口から南口仮ロータリーに移設された。

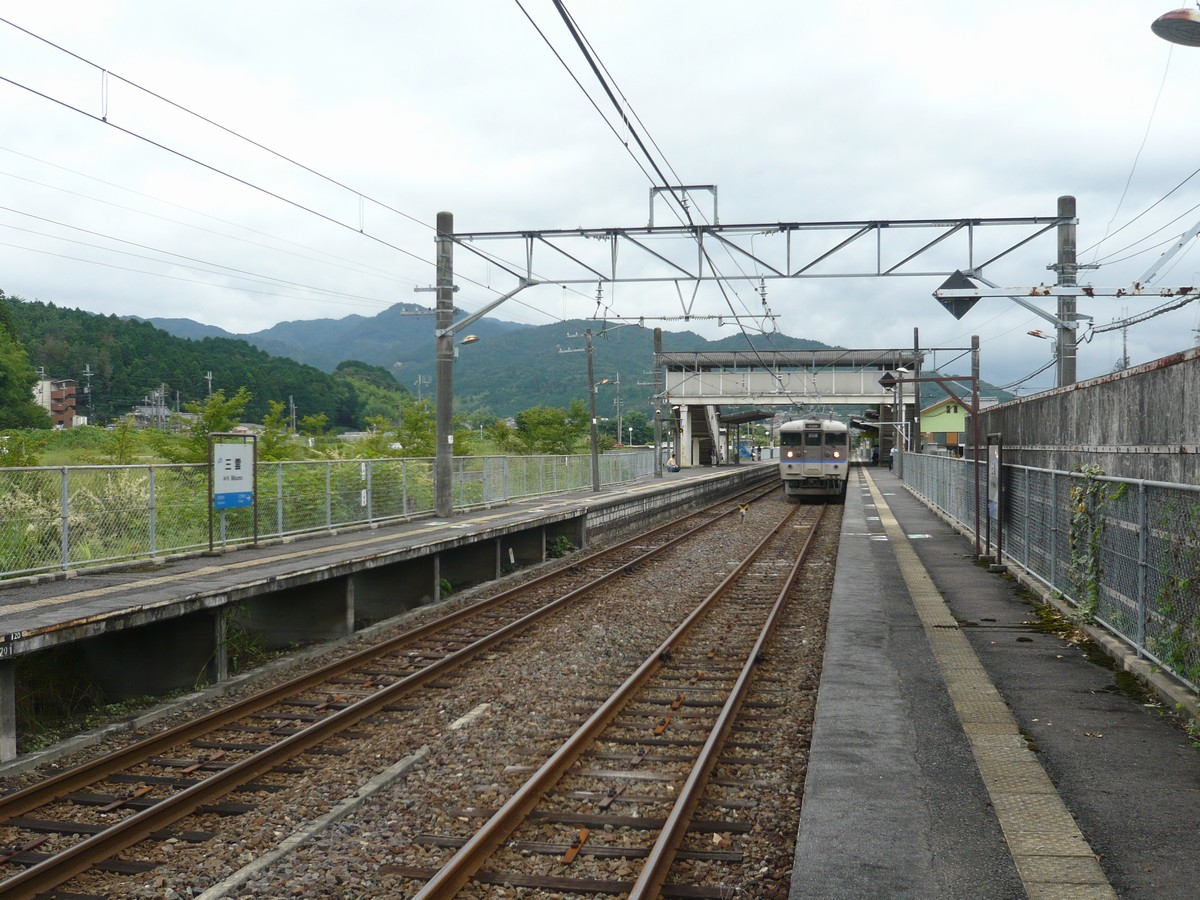
ホーム（2007年9月、旧駅舎時）

## 利用状況
JR西日本の移動等円滑化取組報告書によれば、2023年度の1日当たりの利用者数は3,666人。
「滋賀県統計書」によると、1日平均の乗車人員は以下の通りである。
| 年度   | 1日平均 乗車人員 | 出典        |
| ------ | ---------------- | ----------- |
| 1992年 | 2,279            | [ 統計 2 ]  |
| 1993年 | 2,289            | [ 統計 3 ]  |
| 1994年 | 2,241            | [ 統計 4 ]  |
| 1995年 | 2,222            | [ 統計 5 ]  |
| 1996年 | 2,301            | [ 統計 6 ]  |
| 1997年 | 2,286            | [ 統計 7 ]  |
| 1998年 | 2,248            | [ 統計 8 ]  |
| 1999年 | 2,085            | [ 統計 9 ]  |
| 2000年 | 2,017            | [ 統計 10 ] |
| 2001年 | 1,952            | [ 統計 11 ] |
| 2002年 | 1,860            | [ 統計 12 ] |
| 2003年 | 1,806            | [ 統計 13 ] |
| 2004年 | 1,802            | [ 統計 14 ] |
| 2005年 | 1,799            | [ 統計 15 ] |
| 2006年 | 1,839            | [ 統計 16 ] |
| 2007年 | 1,871            | [ 統計 17 ] |
| 2008年 | 1,898            | [ 統計 18 ] |
| 2009年 | 1,832            | [ 統計 19 ] |
| 2010年 | 1,885            | [ 統計 20 ] |
| 2011年 | 1,920            | [ 統計 21 ] |
| 2012年 | 1,929            | [ 統計 22 ] |
| 2013年 | 1,945            | [ 統計 23 ] |
| 2014年 | 1,922            | [ 統計 24 ] |
| 2015年 | 1,932            | [ 統計 25 ] |
| 2016年 | 1,964            | [ 統計 26 ] |
| 2017年 | 1,982            | [ 統計 27 ] |
| 2018年 | 1,987            | [ 統計 28 ] |
| 2019年 | 1,957            | [ 統計 29 ] |
| 2020年 | 1,573            | [ 統計 30 ] |
| 2021年 | 1,615            | [ 統計 31 ] |
| 2022年 | 1,763            | [ 統計 32 ] |

## 駅周辺
北口・南口とも、住宅が多い。北口側はロードサイド店舗が所在し、南口側は寺院が多く所在する。駅から北へ進むと滋賀県道13号線に至るが、駅前の交差点で東海道と交差する。そこから北東へ進むと野洲川を渡り、TOTOなどで構成される工業地に至る。東側には甲賀市（旧甲賀郡水口町）との市町境があり、甲賀市側には商業施設や積水化学工業の工場がある。西（旧甲賀郡石部町方面）へ進むとイオンタウン湖南に至るが、こちらは駅からやや離れた所にある。
北口
- 滋賀タクシー 三雲営業所
- ビジネスホテルミクモ
- サテライト湖南コスモス（競輪の場外車券売場）[注釈 2][9]
- TOTO滋賀工場
- 甲西三雲郵便局
- 滋賀銀行甲西代理店
- 微妙大師萬里小路藤房卿墓所の碑
- 明治天皇聖蹟碑
- 横田渡常夜燈[10]
- 国道1号（水口道路、栗東水口道路）
- 滋賀県道13号彦根八日市甲西線
- 滋賀県道535号泉水口線 - 野洲川の対岸にあり、旧水口町内を通る。
- 東海道
- 野洲川
- カインズ甲賀店
  - ベイシアフードセンター甲賀店

南口
- 天保閣（旅館）
- 湖南市 三雲まちづくりセンター
- 永照院
- 浄参寺
- 常照寺
- 妙感寺
  - 不老の滝
- 明喜神社
- 三雲大日大聖不動明王
- 天保義民之碑
- ひょうたん池
- 滋賀県道・三重県道4号草津伊賀線
- 滋賀県道53号牧甲西線 - アセボ峠を経由する。

## バス路線

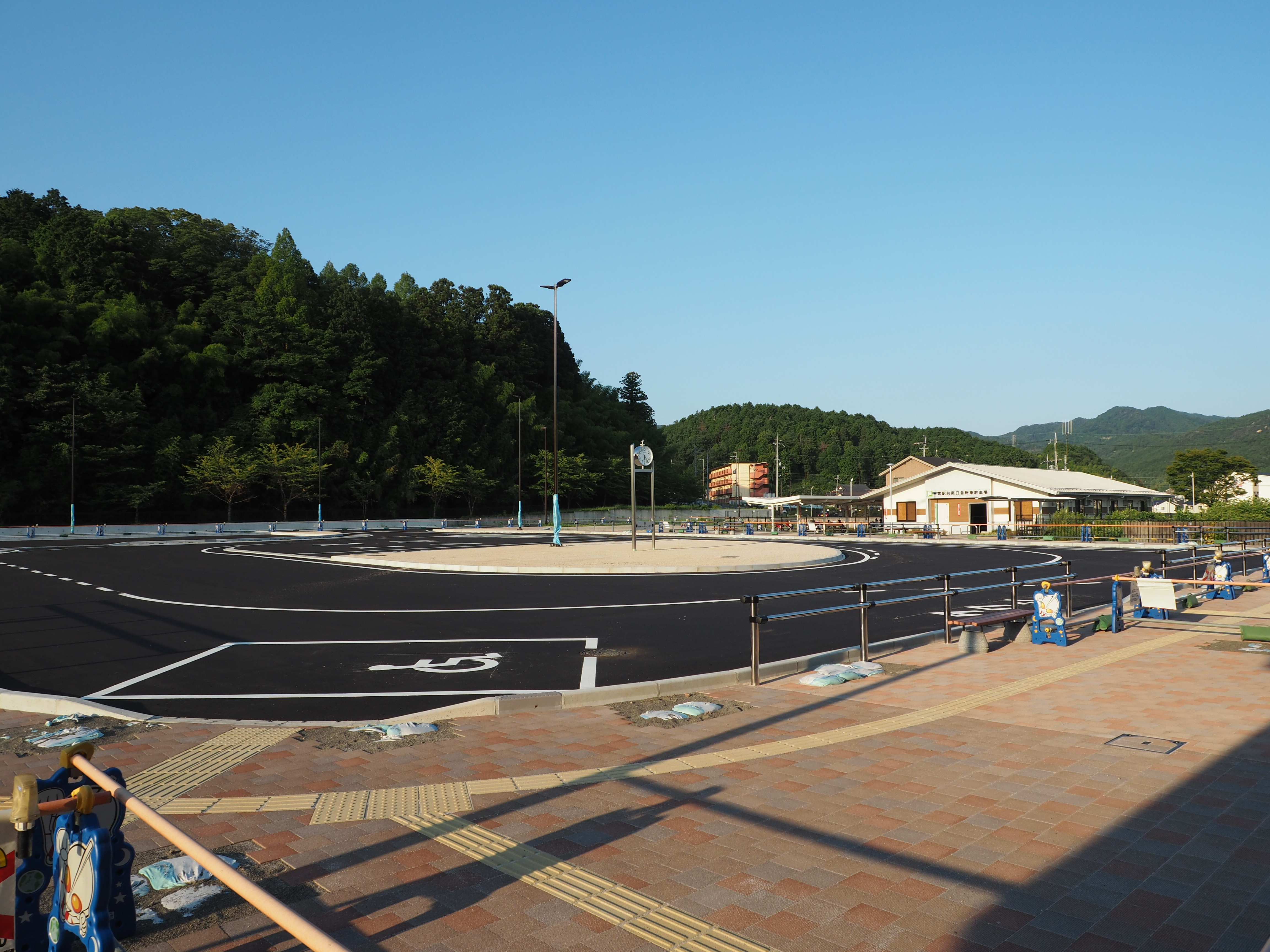
南口に設けられたロータリー（2019年8月、上屋を設置する前）

駅南口のロータリー内に「三雲駅」停留所があり、湖南市コミュニティバスと甲賀市コミュニティバスの各路線が発着する。かつては北口のロータリー内に停留所があり、そこから発着していた。
| 三雲駅                 | 三雲駅 | 三雲駅 |
| 運行事業者             | 系統または路線名・行先                                                                                    | 備考 |
| ---------------------- | --- | --- |
| 湖南市コミュニティバス | 下田線（三雲駅ルート）：下田 / 三雲駅 / 夏見新田 / 石部駅                                                 | 三雲駅行き以外は平日のみ運行                                                                                  |
| 甲賀市コミュニティバス | 広野台線：笹が丘 / 貴生川駅 三雲駅・市役所線：綾野天満宮 / 甲賀市役所 / 水口東高校 柏木巡回線：綾野天満宮 | 広野台線：笹が丘行きは平日朝に運行 三雲駅・市役所線：水口東高校行きは平日朝に運行 柏木巡回線：晩に2便のみ運行 |

付記事項
- 三雲駅を発着するバス
  - かつては当駅と近江八幡駅（八幡線）・三重県の亀山駅（亀草線）を結ぶJRバスが運行されていた。しかし、2005年までにすべて廃止され、コミュニティバスに置き換えられた。
- 駅付近にあった停留所
  - かつては国道1号沿い（現在の滋賀県道13号線沿い）に「国道三雲」停留所があり、水口方面と草津方面を結ぶ長距離路線（例：［水口町役場前 - 草津駅 / 浜大津 / 京都駅八条口］を結ぶ、滋賀交通の路線バス）が発着していた[注釈 3]。
- デマンドタクシー
  - 小型乗合タクシーの「あいのりこなん」（甲西南線エリア[11]）と、柏木地区への乗合タクシー（コミタク柏木エリア[12]）も当駅に乗り入れる（ともに要予約）。

## 隣の駅
西日本旅客鉄道（JR西日本）
 草津線
貴生川駅 - 三雲駅 - 甲西駅

### 記事本文